# Nuselský pivovar

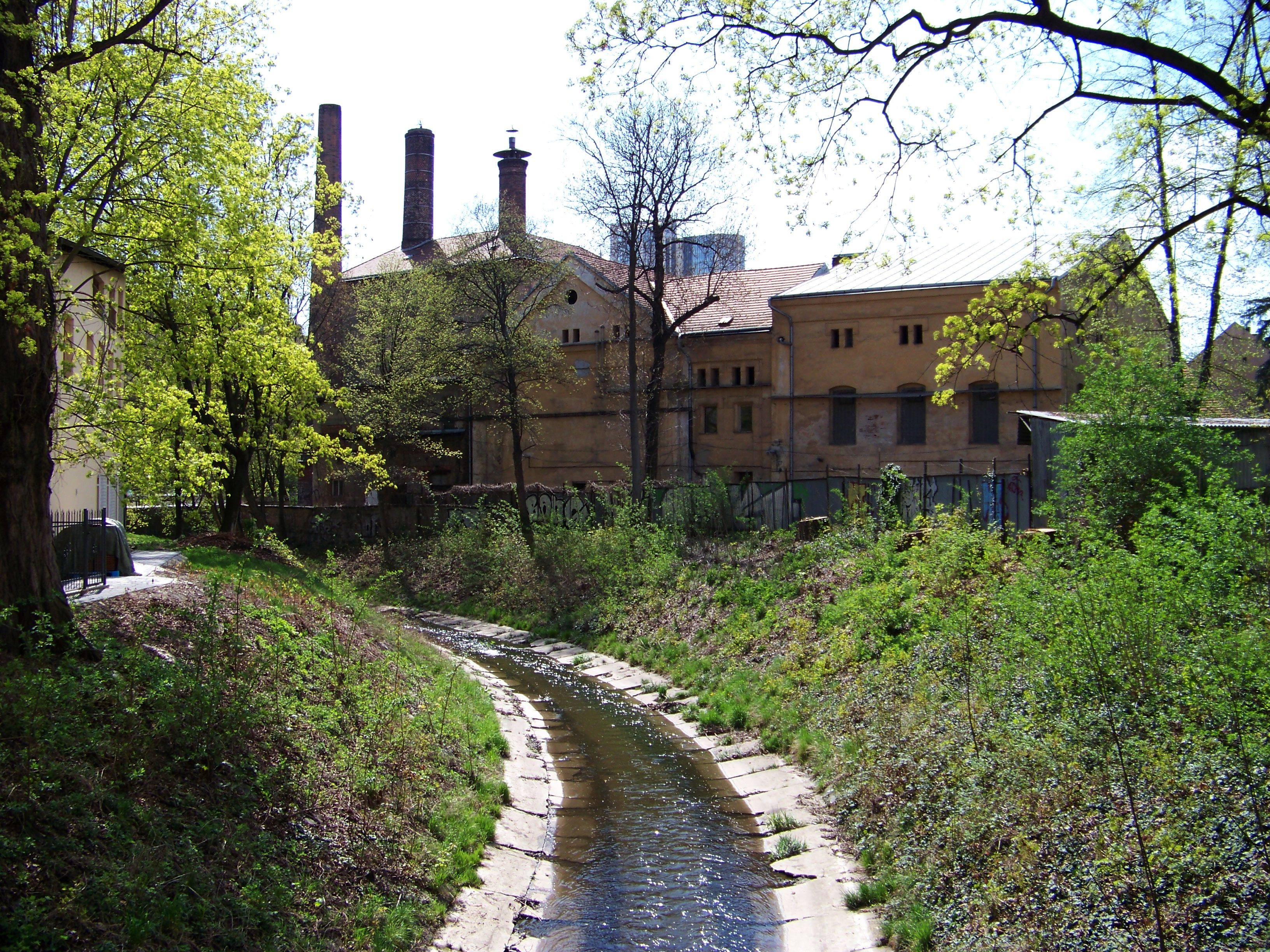
Pohled z Bělehradské ulice podél Botiče

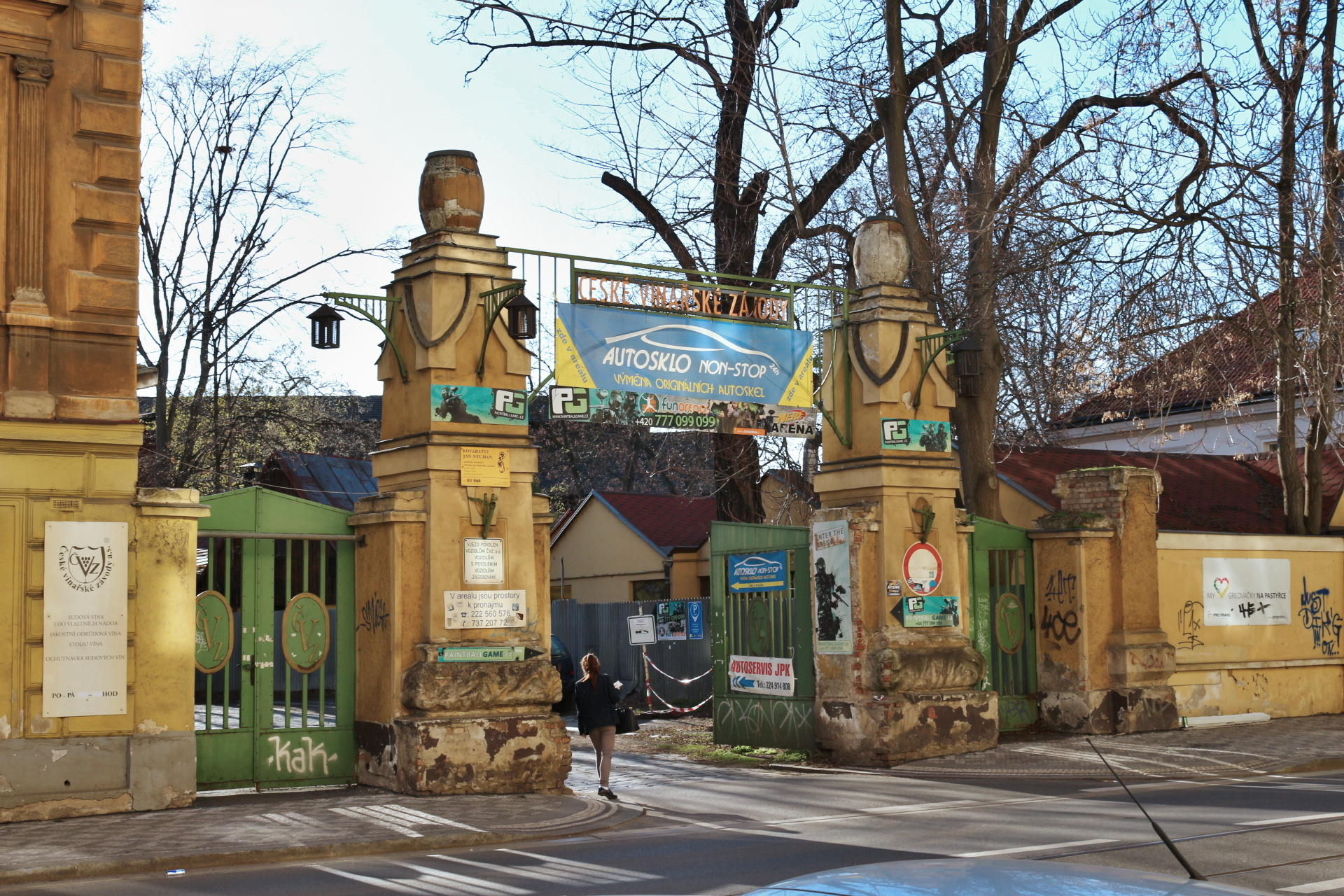
Vjezd z Bělehradské ulice

Nuselský pivovar a jeho budovy se nalézají v Nuselském údolí v prostoru mezi Bělehradskou, Otakarovou, Závišovou a Křesomyslovou ulicí poblíž divadla Na Fidlovačce (dříve Tylovo divadlo v Nuslích či Hudební divadlo v Nuslích) na pravém břehu Botiče v městské části Praha 4 v Nuslích. Areálem procházela ulice Hostivítova. Od roku 2003 je areál pivovaru kulturní památkou.

## Historie
První písemnou zmínku o Nuslích lze nalézt v zakládací listině Vyšehradské královské kapituly, které král Vratislav II. věnoval roku 1088 některé zdejší pozemky. Nusle mají dlouhou tradici v pěstování vinné révy (Vallis vinarium, či valis vinearum, údolí viničné, což dokládá i vinný keř v nuselském městském znaku) i vaření piva. Ve zdejším zámeckém parku byl postaven barokní zámek , který byl jeden čas ve vlastnictví pivovarnické rodiny Waldsteinů.
Podle tradice se založení pivovaru (v roce 1694) připisuje Janu Josefovi z Vrtby, ale první zmínka o pivovarnictví na tomto místě je v pramenech zaznamenána až od r. 1757. Pivovar od dalších šlechtických majitelů zakoupil roku 1857 Alois Procháska, který ho poté pronajal rodině Waldsteinů. Právě Waldsteinové se zasloužili o rozmach pivovaru a jeho dnešní podoba je výsledkem jejich aktivit. V roce 1897 byl pivovar zakoupen Pražskou úvěrní bankou a vznikl Akciový pivovar v Nuslích u Prahy.
Postupně se nuselský pivovar stal největším průmyslovým pivovarem v tehdejší Střední Evropě. V roce 1960 byl pivovar uzavřen a zůstala zde pouze sladovna. Většinu budov od té doby obsadily České vinařské závody (Závod Nusle, nalézal se zde i největší sud na víno v České republice), které zpracovávaly vína z dovozu i víno pěstované na blízkém vinohradu v Havlíčkových sadech (Grébovce), tj. Pražský výběr a Vinohradské.
K pivovaru patřila zahrada, známá z knihy Jaroslava Foglara (Hoši od Bobří řeky), v níž býval altán pro hudbu. Z Brněnských výstavních veletrhů byla do zahrady v roce 1972 přenesena restaurace Salaš/Koliba, která fungovala až do roku 2018. Proslavená pivovarská zahrada byla ještě za první republiky též místem Vánočních, Velikonočních a Svatodušních trhů i baráčnických setkání. Klasická Nuselská pivovarská restaurace byla v provozu od dob "první republiky" až do roku 1999, naposledy pod názvem "Nuselská pivovarská zahrada" (Nusle čp. 55), kdy se již točilo pouze plzeňské pivo Prazdroj, se vchodem od altánu z pivovarské zahrady a z Bělehradské ulice. Od roku 2000 sídlí v tomto pozoruhodném domě s klenutými stropy společnost "Ekoterm" (vlevo od vchodového průjezdu do zbytku Nuselské pivovarské zahrady se vzrostlými stromy) a Jednota baptistů Praha Nusle (vpravo pod klenbami přízemí).
Za první republiky byla velmi známá světlá a tmavá výčepní desítka a čtrnáctistupňový tmavý Nuselský prelát (Znak s Prelátem na koni a rok založení l.p. 1694 byl nejen na etiketě, ale také na velkých lustrech v Nuselské pivovarské restauraci) a další druhy piv, určené pro vývoz. Cílem značné části výstavu byla také Podkarpatská Rus.
Na předvolebním mítinku kolem Svatováclavského milénia v roce 1929 vystoupil v Nuselské pivovarské zahradě (se svým typickým "vítězíme") i pozdější prezident Edvard Beneš. V pivovaru vznikla i malá divadelní scéna, kde měl své vůbec první kabaretní vystoupení známý komik Jaroslav Štercl. Nuselský sklípek tehdy fungoval i na Národní třídě v Praze 1 a již předtím, jak píše Ignát Herrmann, tam bývala Nuselská pivnice s přímými dodávkami z Nuselského pivovaru.

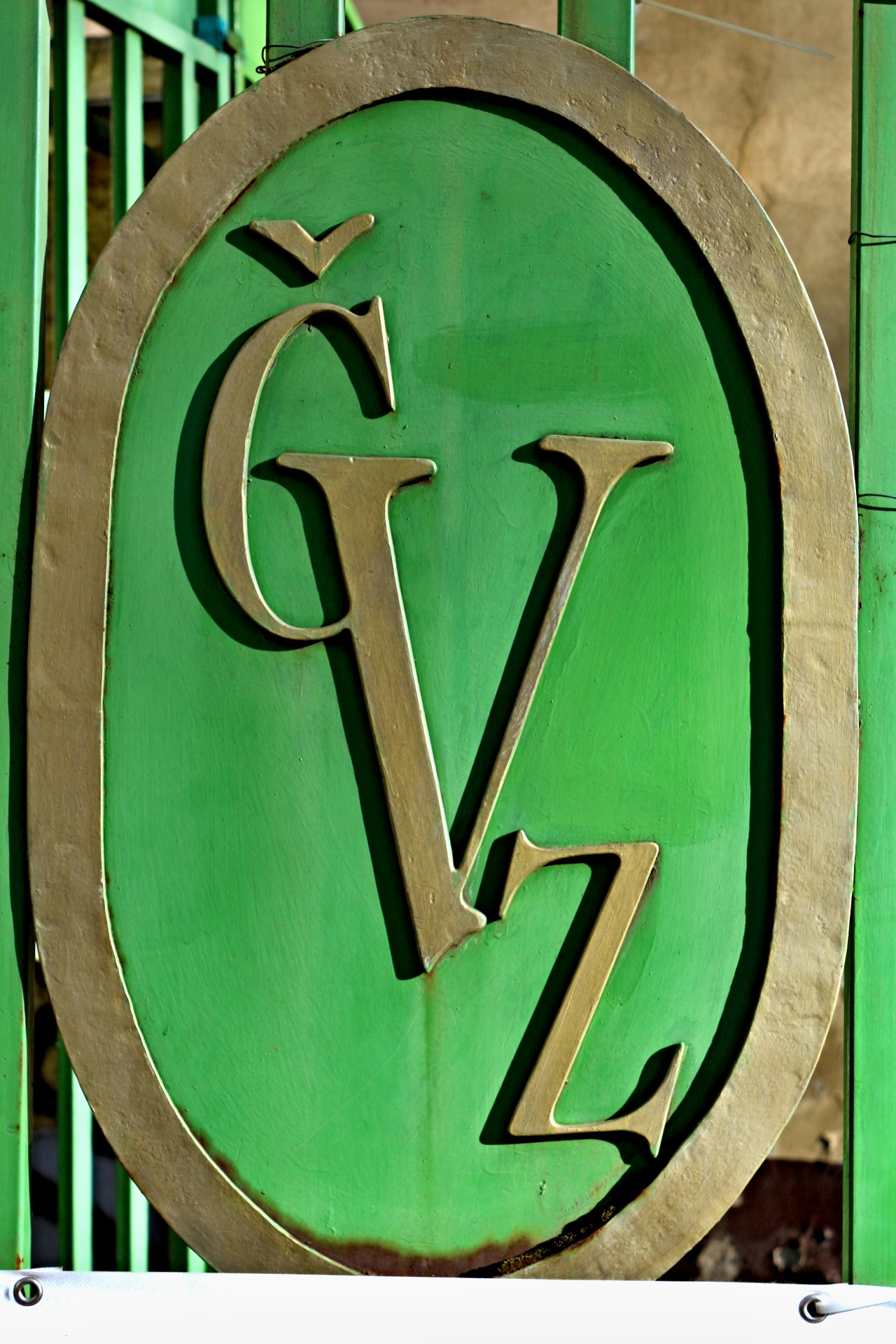
Logo ČVZ na vstupní bráně areálu

Budovy pivovaru byly rekonstruovány v roce 1876, 1929 a 1935. Od roku 2003 jsou kulturní památkou (Nusle čp. 1676). Dobře zachována je i hlavní vstupní brána z Bělehradské ulice (vpravo od budovy "vinotéky U Botiče v Bělehradské ulici" Nusle čp. 7), ozdobená dvěma pivovarskými sudy z roku 1918, z níž se ztratila pouze velká bronzová ozdobná písmena N.P. (znamenající Nuselský pivovar, nikoliv národní podnik – v roce 2012 byla prázdná místa v oválech brány zaplněna písmeny ČVZ, znamenající zkratku Českých vinařských závodů, působících ve velké části areálu). Dnes u Botiče čeká Nuselský pivovar na svou budoucnost, neboť představuje velký kus historie této pražské čtvrti. Od roku 2016 tam probíhal archeologický a geologický průzkum, v roce 2021 byla zahájena revitalizace a výstavba rezidenčního projektu "Nuselský pivovar" v samém srdci starých Nuslí. Budovy kulturní památky Nuselského pivovaru v jižní části areálu budou zachovány, jsou zahrnuty do projektu nové nuselské obytné čtvrti (v části západní a severní u Závišovy ulice a východní u Bělehradské) a jsou postupně upravovány na bydlení a obchody. Koncepce nových budov na místě někdejších památkově chráněných objektů Nuselského pivovaru v severní části areálu do určité míry respektuje někdejší Hostivítovu ulici, která v dobách První republiky areálem procházela. směrem k Závišově ulici (budovám Nusle č.p. 66 u železniční trati z Wilsonova nádraží na Plzeň).
Nuselský pivovar, který byl svým založením v roce 1694 prvním průmyslovým pivovarem v Rakouské monarchii a střední Evropě vůbec, přestal vařit vlastní pivo v roce 1960 (v rámci tehdejšího plánovaného hospodářství), kdy se stal sídlem Českých vinařských závodů a také se změnil ve sladovnu, zásobující sladem ostatní pivovary. Známé značky piv (Nuselský Prelát, Nuselské světlá desítka, Nuselské výčepní tmavé, Nuselské černé pivo) však zanikly, když nebyly ani branickým, ani smíchovským pivovarem převzaty.
Na založení pivovaru upomíná dnes Sezimova ulice pod Nuselskou radnicí. Tradiční restaurace 2. cenové skupiny (se stříbrnými příbory) "Na Zámecké", na rohu ulic Bělehradské a Boleslavovy na nuselském náměstí, byla po roce 2000 přestavěna na hernu, od roku 2012 patří Raiffeisenbank. Od roku 2021 tam vznikla prodejna levných potravin a nápojů. Pseudorenesanční rohový komplex s dvěma popisnými čísly (Nusle čp.300/16 a Nusle čp.1748/17) stál od roku 1895 proti trojpodlažní barokní budově Nuselského zámku, později zbořeného, včetně nuselského hospodářského dvora. Zahrnoval i "Choděrovu drogerii" a Šebkovo řeznictví a uzenářství, patřící k nejstarším v Nuslích (další dodnes fungující "U Nováků" v Nuselské 4 a "U Novotného" s jídelnou v Nuselské 9). Až do roku 1903 bývala poblíž v místech dnešního náměstí populární restaurace "Zámecká zahrada" (Nusle čp. 5), na okraji zahrady tehdejšího Nuselského zámku, jíž v roce 1754 navštívila i císařovna Marie Terezie jako "místo příjemné", mezi vinohrady.

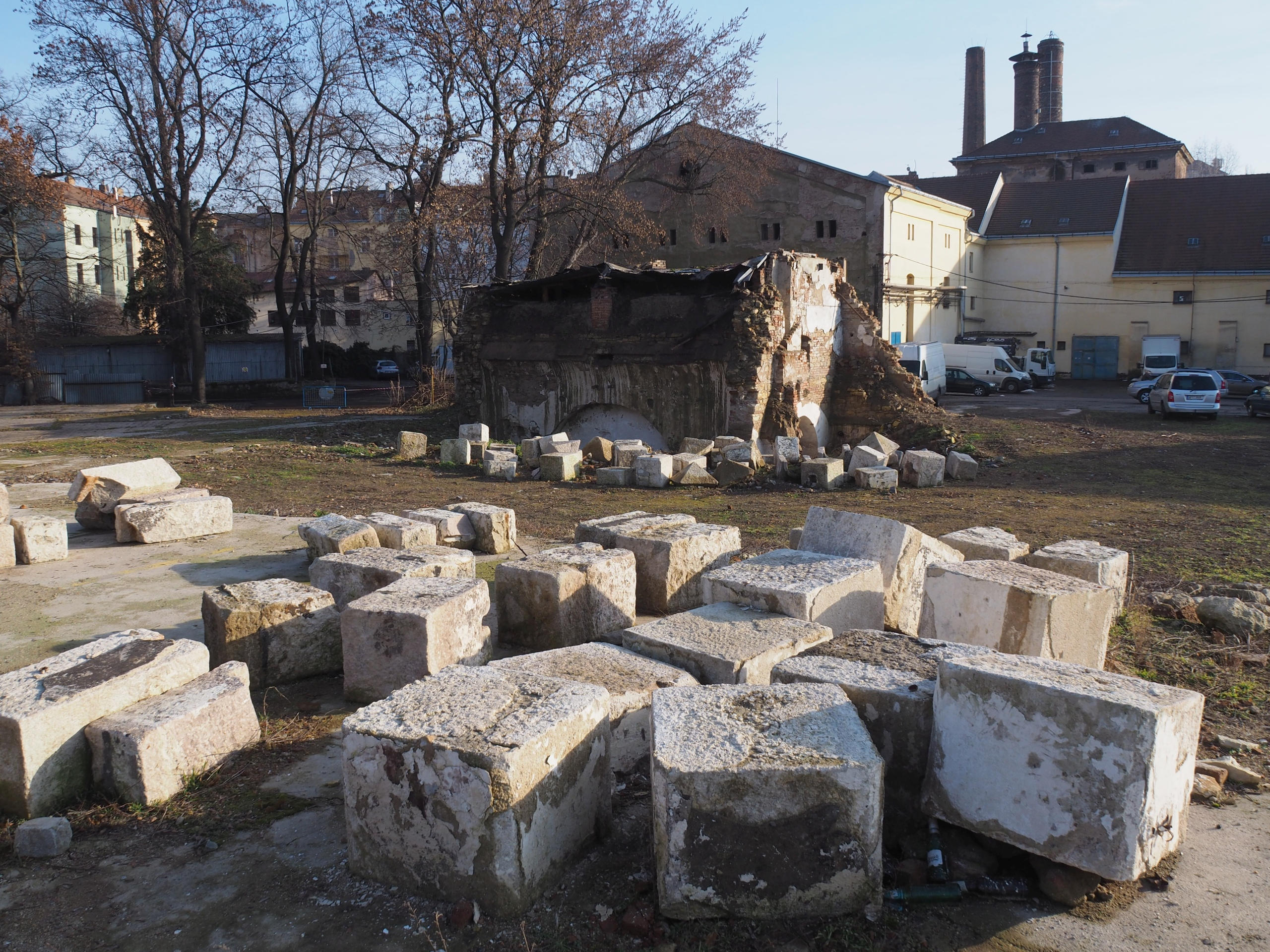
Stav části areálu v únoru 2021. Vzrostlé stromy jsou pozůstatkem Nuselské pivovarské zahrady

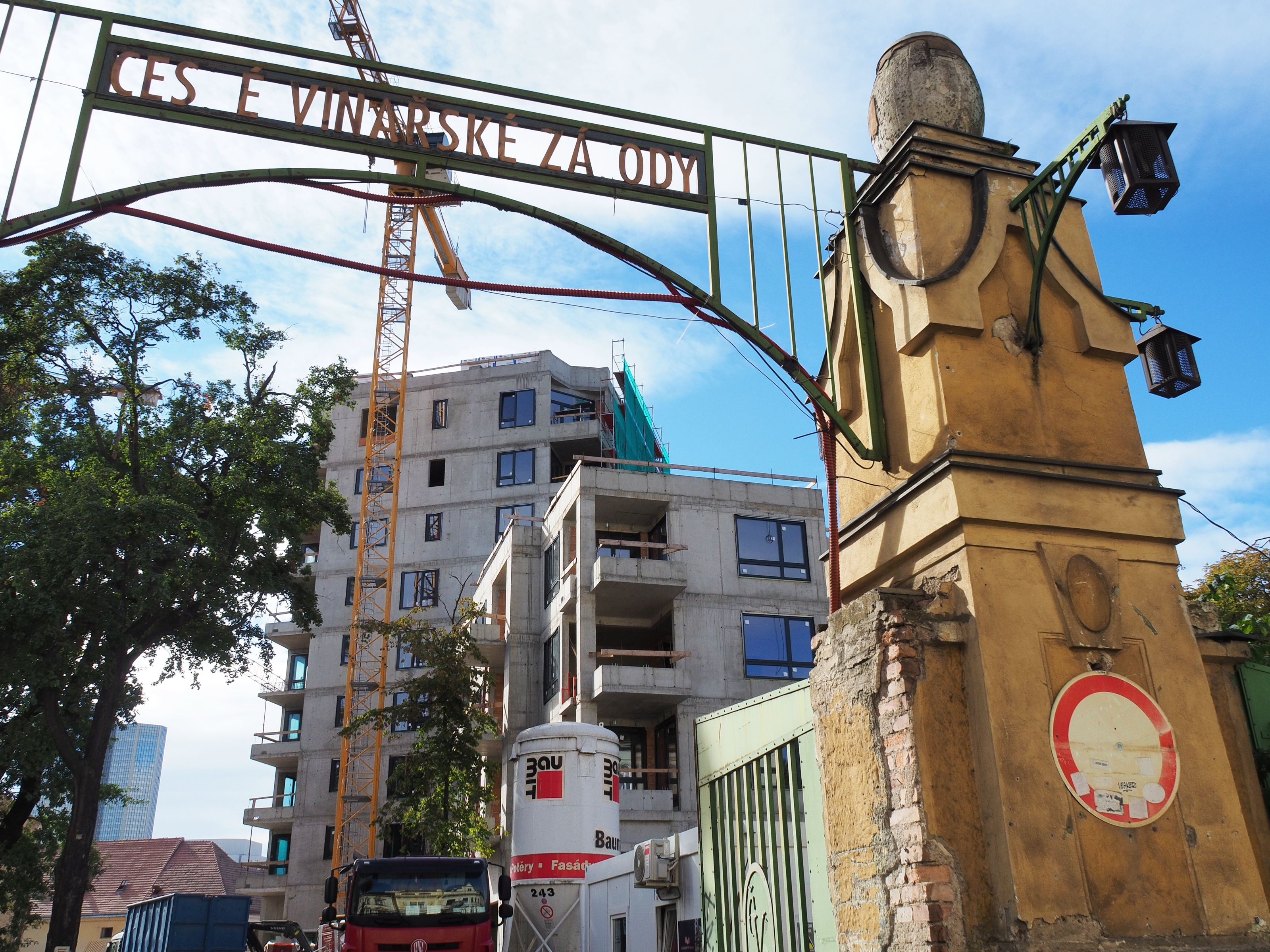
Výstavba nové obytné čtvrti v severní části bývalého areálu Nuselského pivovaru (průhled chátrající branou z Bělehradské ulice, říjen 2023)

Po roce 2020 byla demolována část provozních objektů Nuselského pivovaru (a Českých vinařských závodů, provoz Nusle) zejména při Závišově ulici, kde developer připravuje výstavbu komplexu bytových domů. Hlavní objekty při Botiči, památkově chráněné, mají být modernizovány a využity pro obchodní, kulturní aj. účely.

## Zajímavosti
- Nuselský pivovar se objevuje i ve scénáři Tylovy a Škroupovy Fidlovačky. Sbor sládků, přicházejících na pouť z Nuselského pivovaru, zpívá píseň "Kde je sládek, tam je mládek" a nedlouho poté následuje "Marešova" píseň "Kde domov můj". Atmosféru této Nuselské ševcovské pouti zachytil na svých obrazech včetně Nuselského pivovaru český malíř Jan Minařík.[15]
- Ze zahrady Nuselského pivovaru vzlétl 8. srpna 1877 Josef Vydra balonem a asi po deseti minutách bez problému přistál u letohrádku pana Bělského.[16]
- Majitelé Nuselského pivovaru Heřman a Sigmund Waldsteinové byli nadšenými podporovateli nuselského Sokola a tak po jeho založení v roce 1888 vzniklo sokolské zázemí právě uvnitř areálu. Pro sokolské šibřinky v Nuslích v roce 1892 zdarma poskytli elektrické osvětlení.[17] Podíleli se také na oslavě při povýšení Nuslí na královské město císařem Františkem Josefem I. koncem roku (31. prosince) 1898.
- Již v létě roku 1907 vzniklo v Nuselské pivovarské zahradě první letní kino v Čechách. Za jeho vznikem v Nuslích stál Viktor Ponrepo a dle dobových údajů tamní představení  navštěvovalo až dva tisíce diváků denně. Na podzim 1908 tam kino pod názvem „Varieté Biograf v Nuslích“ provozoval S. Francoise až do roku 1923. [18]
- V divadelní scéně Nuselského pivovaru začínal již v době První republiky svá vystoupení Jaroslav Štercl.
- Zápis kulturní památky Národním památkovým ústavem byl proveden dne 18. března 2003 a to jako Nuselský Pivovar Akciový – část areálu, z toho jen: soubor budov s barokním jádrem pivovaru, humny, hvozdem, varnou, sklepní klenuté prostory, komín kotelny, brána při Bělehradské ulici.[19]Pomník ve tvaru praporu věnovaný generálu Karlu Kutlvašrovi

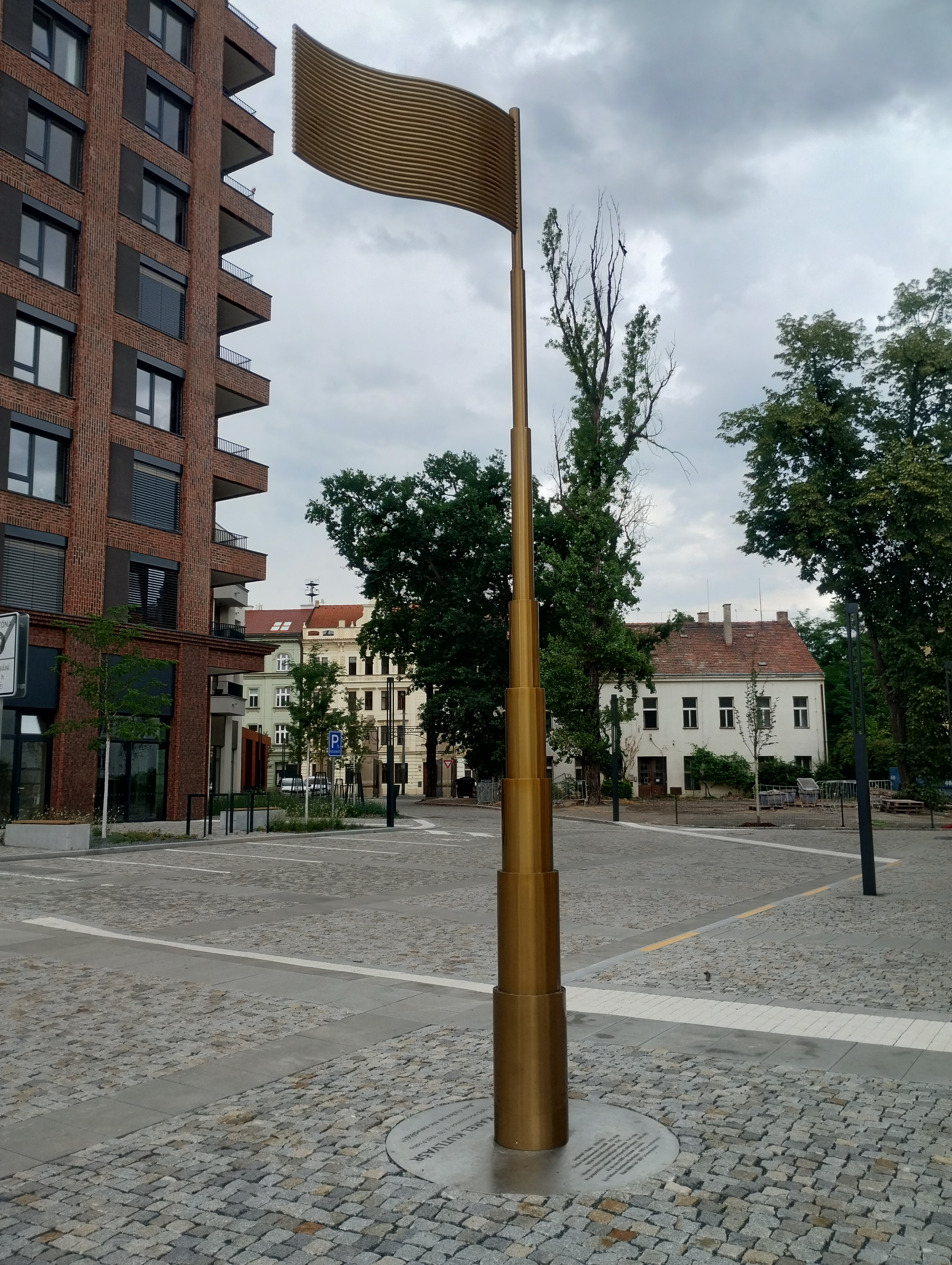
Pomník ve tvaru praporu věnovaný generálu Karlu Kutlvašrovi

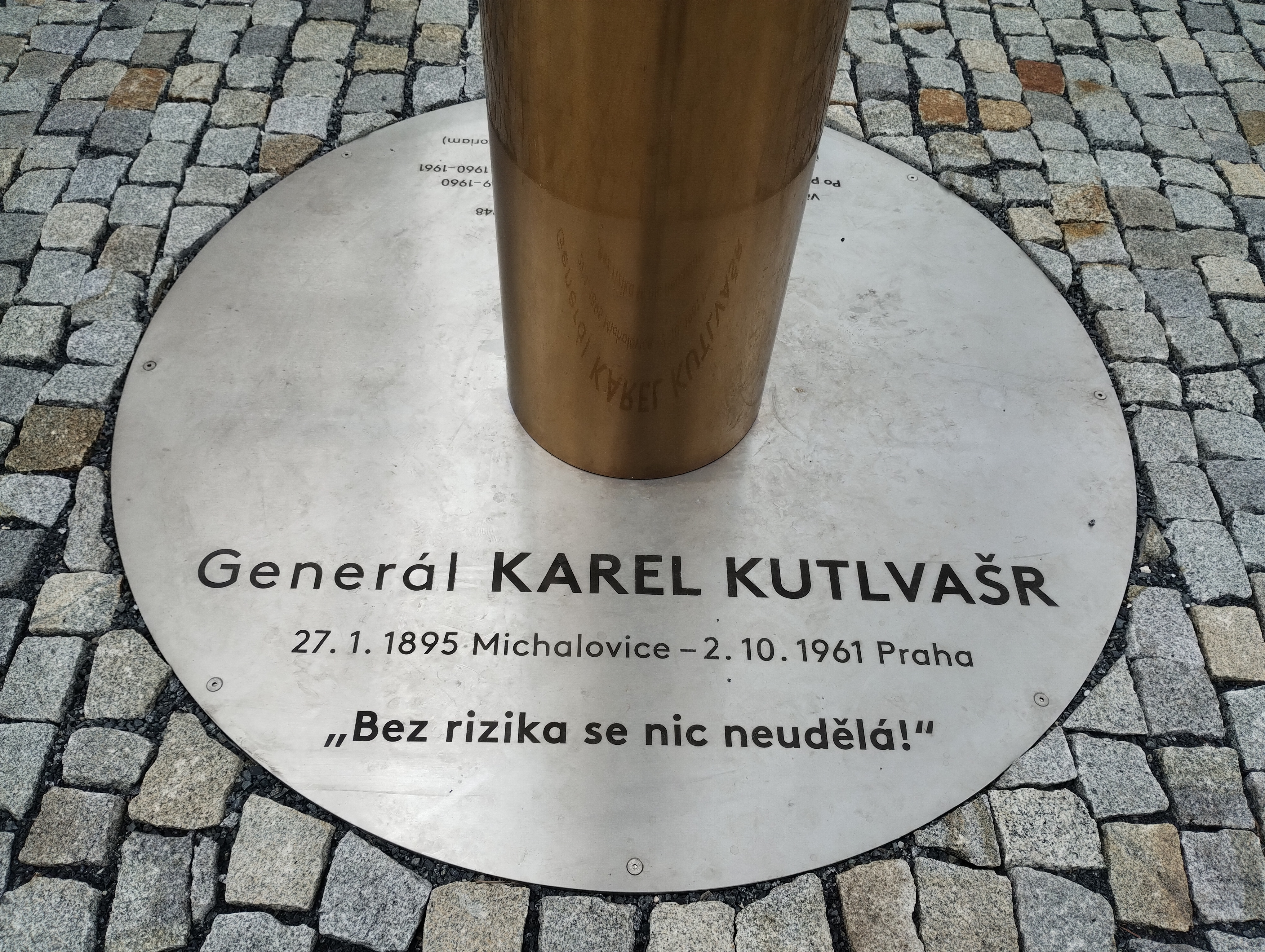
Detail pomníku generála Karla Kutlvašra

- V roce 1960/61 pracoval v Nuselském pivovaru jako vrátný totalitou perzekvovaný generál Karel Kutlvašr.[20] Ve veřejném prostoru (parčíku) uvnitř nové nuselské rezidenční čtvrti v areálu Nuselského pivovaru byl 5. května 2025 odhalen jeho pomník ve tvaru praporu. Vytvořil ho zlínský designér Ondřej Tichý, který s tímto návrhem zvítězil v otevřené soutěži. Na pomníku je citace Kutlvašrových slov: „Bez rizika se nic neudělá!“ Tak totiž zněla jeho odpověď v roce 1939 na otázku jeho kolegy, zda si je jist, že ho nikdo neudá“.[21]

- Nedaleko od bývalého Nuselského pivovaru je pivkupectví s pivnicí "Zlý časy", která je vyzdobena fotkami bývalého Nuselského pivovaru; v roce 2007 byl (též nedaleko od bývalého Nuselského pivovaru, přes náměstí) při restauraci "U Bansethů" naproti historické Nuselské radnici otevřen zcela nový minipivovar "Sousedský pivovar Bašta" s vlastním výstavem piv.
- V rámci nového projektu bude historický revitalizovaný Nuselský pivovar propojen s prostorem nuselské Křesomyslovy ulice přemostěním Botiče proti ulici Na Fidlovačce.[22] Přiblíženy budou tak budovy České pošty a nového nuselského Divadla bez hranic (Nusle čp. 594).
- V historické části Nuselského pivovaru byla právě u nového mostu přes Botič otevřena v červnu 2025 luxusní obchodní pasáž, průchozí na náměstí s pomníkem generála Kutlvašra, obohaceného o fontánu s devíti tryskami, v níž našla své prostory i expositura České pošty, pekárna, kavárna, tabák s dobíjením mobilů a další prodejny.
- Při rekonstrukci střech a krovů historických budov Nuselského pivovaru byla v roce 2024 objevena ve zdi „časová schránka“ z roku 1924, tedy přesně sto let stará. Zanechal ji zde nuselský zedník Nádvorník, při tehdejších opravách budovy a vložil do ní např. dobové ceníky potravin či reklamy na tehdejší kulturní akce.[23]
- Zakladatele Nuselského pivovaru Jana Josefa z Vrtby připomíná Vrtbova ulice, procházející napříč areálem a Rezidencí Nusle.[24] Na nábřeží Botiče v jižní části Nuselského pivovaru nalezneme také ulici Mnatovu, bájného českého knížete, evokující tradici nedalekého Vyšehradu.